# Savigneux (Ain)
Savigneux – miejscowość i gmina we Francji, w regionie Owernia-Rodan-Alpy, w departamencie Ain.

## Demografia
Według danych na styczeń 2012 roku gminę zamieszkiwały 1243 osoby, a gęstość zaludnienia wynosiła 84,3 osób/km².

## Galeria

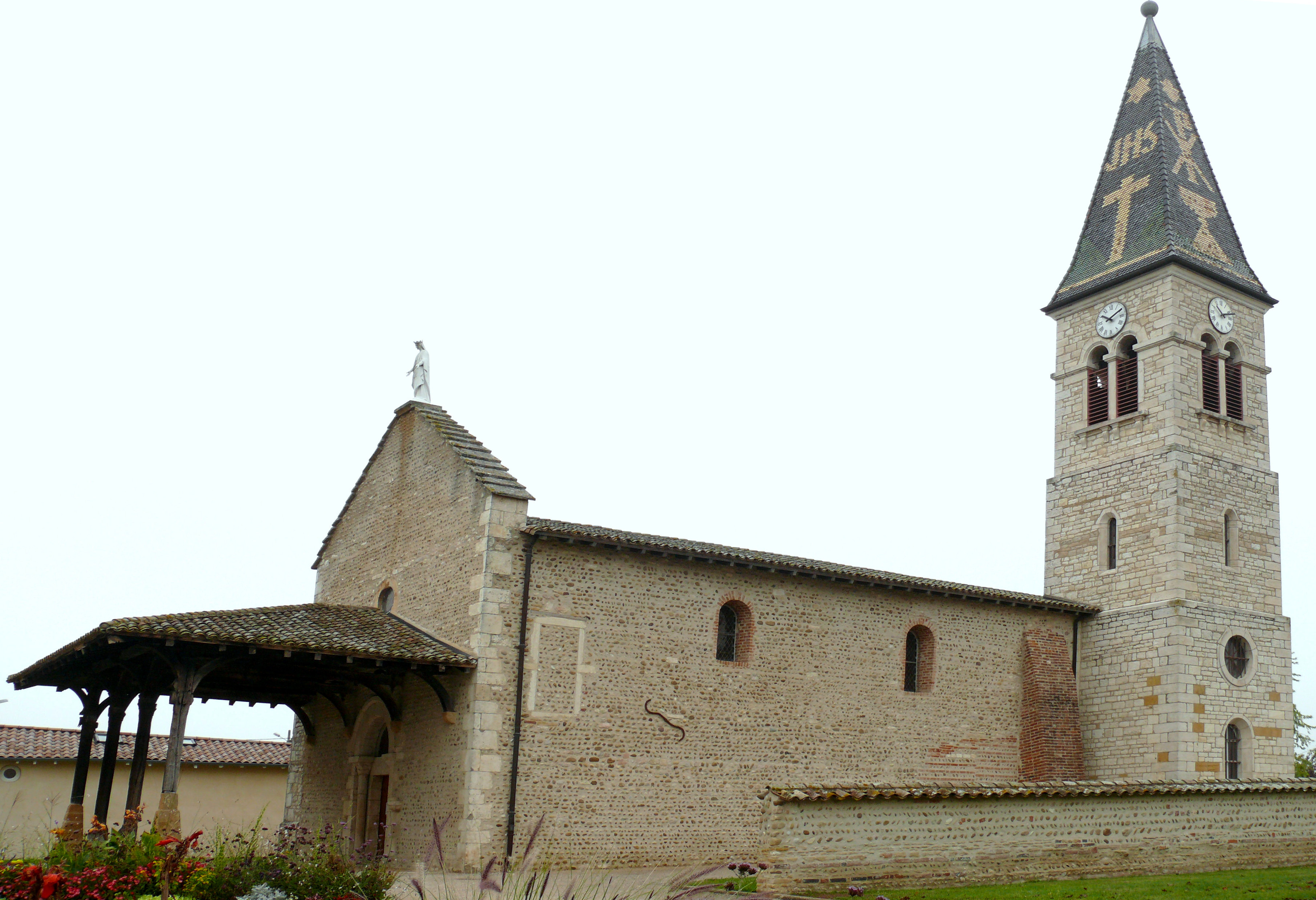
Kościół św. Wawrzyńca (2011 r.)
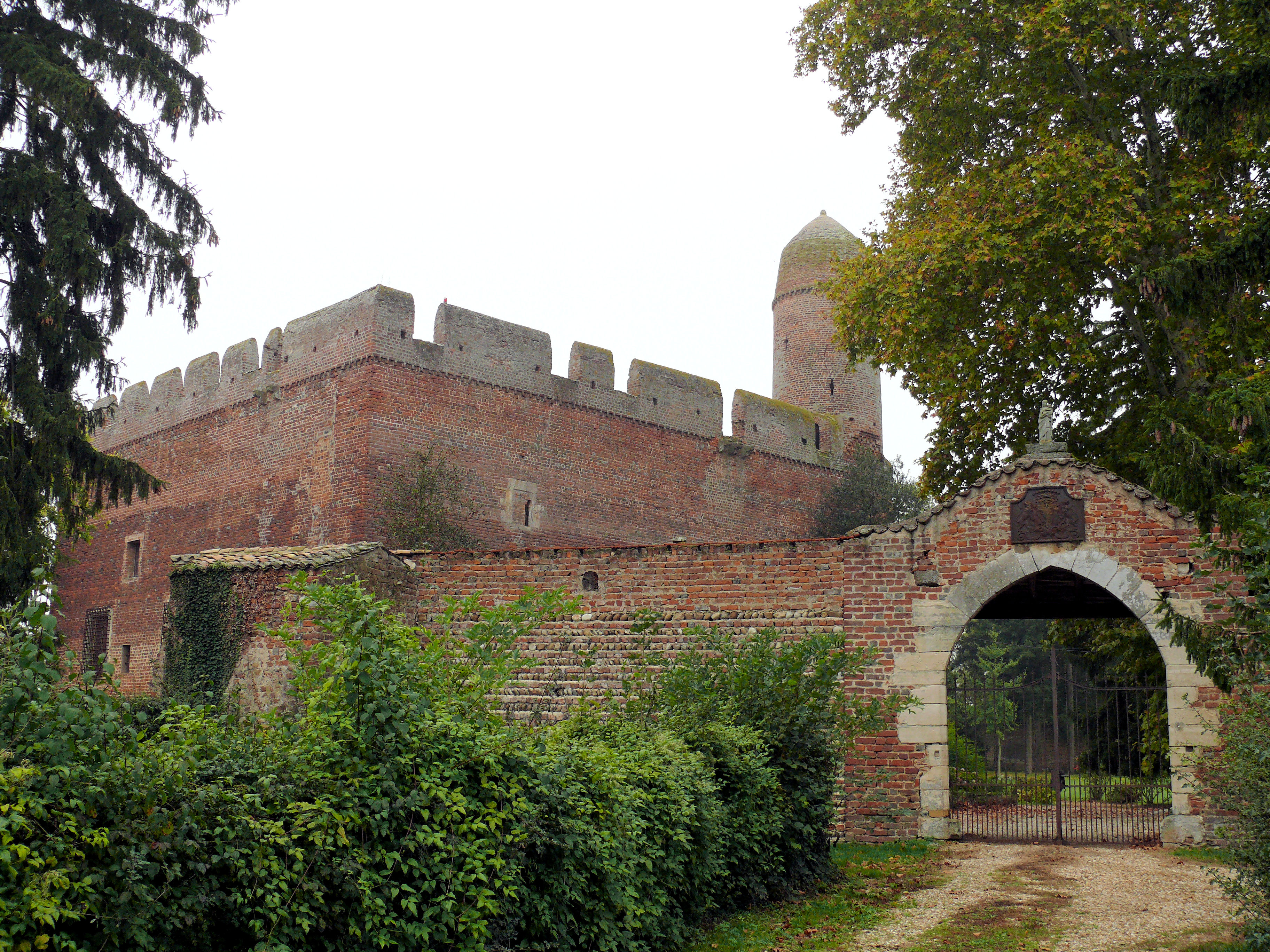
Zamek Juis (2011 r.)